# Festuca azgarica
Festuca azgarica är en gräsart som beskrevs av Evgenii Borisovich Alexeev. Festuca azgarica ingår i släktet svinglar, och familjen gräs. Inga underarter finns listade i Catalogue of Life.